# Singles de Sandy & Junior
A discografia de singles da dupla vocal brasileira Sandy & Junior compreende 54 singles oficiais. Em 1990, Sandy & Junior começaram a carreira em dupla com o single "Aniversário do Tatu", porém alcançando o sucesso com o single seguinte, "Maria Chiquinha". Dezessete anos de carreira passados, a dupla se desfez no final do ano de 2007. Ao todo, em seus dezessete anos de carreira, Sandy & Junior venderam em torno de 17 milhões de discos no Brasil. Em 17 de abril de 2007, Sandy e Junior anunciaram  a separação após dezessete anos de carreira. Em junho do mesmo ano gravaram o CD/DVD Acústico MTV: Sandy & Junior, o último da dupla, já perto da marca de quase dezessete milhões de discos vendidos. A dupla, que continuou na ativa até o final de dezembro de 2007, realizou uma grande turnê pelo país até o final do ano. A turnê contou com cerca de 40 concertos. O último show da turnê "Sandy e Junior Acústico MTV",  e também último show de Sandy e Junior como dupla, ocorreu no dia 18 de dezembro de 2007, no Credicard Hall, em São Paulo. O show, que teve grande cobertura da imprensa, contou com a participação da cantora Ivete Sangalo, e teve momentos bastante marcantes e especiais, tanto para o público presente quanto para a dupla. São considerados a maior dupla pop nacional.

## Como artista principal
| Título                                                                                  | Ano  | Posições | Posições | Certificações   | Álbum                  |
| Título                                                                                  | Ano  | ESP      | POR      | Certificações   | Álbum                  |
| --------------------------------------------------------------------------------------- | ---- | -------- | -------- | --------------- | ---------------------- |
| "Aniversário do Tatu"                                                                   | 1991 | —        | —        |                 | Aniversário do Tatu    |
| "Maria Chiquinha"                                                                       | 1991 | —        | —        |                 | Aniversário do Tatu    |
| "Sábado à Noite"                                                                        | 1992 | —        | —        |                 | Sábado à Noite         |
| "A Resposta da Mariquinha"                                                              | 1992 | —        | —        |                 | Sábado à Noite         |
| "Vamos Construir" (part. Chitãozinho & Xororó)                                          | 1992 | —        | —        |                 | Sábado à Noite         |
| "Tô Ligado em Você"                                                                     | 1993 | —        | —        |                 | Tô Ligado em Você      |
| "Primeiro Amor"                                                                         | 1993 | —        | —        |                 | Tô Ligado em Você      |
| "Com Você"                                                                              | 1994 | —        | —        |                 | Pra Dançar com Você    |
| "Dance, Dance, Dance"                                                                   | 1994 | —        | —        |                 | Pra Dançar com Você    |
| "O Universo Precisa de Vocês (Power Rangers)"                                           | 1995 | —        | —        |                 | Você É D+              |
| "Vai Ter Que Rebolar"                                                                   | 1995 | —        | —        |                 | Você É D+              |
| "Etc... e Tal"                                                                          | 1996 | —        | —        |                 | Dig-Dig-Joy            |
| "Férias de Julho"                                                                       | 1996 | —        | —        |                 | Dig-Dig-Joy            |
| "Não Ter"                                                                               | 1996 | —        | —        |                 | Dig-Dig-Joy            |
| "Dig-Dig-Joy"                                                                           | 1996 | —        | —        |                 | Dig-Dig-Joy            |
| "Inesquecível"                                                                          | 1997 | —        | —        |                 | Sonho Azul             |
| "Beijo é Bom"                                                                           | 1997 | —        | —        |                 | Sonho Azul             |
| "Eu Acho Que Pirei"                                                                     | 1997 | —        | —        |                 | Sonho Azul             |
| "Era uma Vez..." (part. Toquinho)                                                       | 1997 | —        | —        |                 | Sonho Azul             |
| "Em Cada Sonho (O Amor Feito Flecha)"                                                   | 1998 | —        | —        |                 | Era Uma Vez... Ao Vivo |
| "No Fundo do Coração"                                                                   | 1998 | —        | —        |                 | Era Uma Vez... Ao Vivo |
| "Cadê Você que Não Está"                                                                | 1998 | —        | —        |                 | Era Uma Vez... Ao Vivo |
| "Imortal"                                                                               | 1999 | —        | —        |                 | As Quatro Estações     |
| "Aprender a Amar"                                                                       | 1999 | —        | —        |                 | As Quatro Estações     |
| "As Quatro Estações"                                                                    | 1999 | —        | —        | - ABPD: Platina | As Quatro Estações     |
| "Vamô Pulá"                                                                             | 1999 | —        | —        |                 | As Quatro Estações     |
| "Olha o que o Amor Me Faz"                                                              | 2000 | —        | —        |                 | As Quatro Estações     |
| "A Lenda"                                                                               | 2000 | —        | —        | - ABPD: Platina | Quatro Estações O Show |
| "Enrosca"                                                                               | 2000 | —        | —        |                 | Quatro Estações O Show |
| "Eu Quero Mais"                                                                         | 2001 | —        | —        |                 | Quatro Estações O Show |
| "O Amor Faz"                                                                            | 2001 | —        | —        |                 | Sandy e Júnior         |
| "A Gente Dá Certo"                                                                      | 2001 | —        | —        |                 | Sandy e Júnior         |
| "Quando Você Passa (Turuturu)"                                                          | 2001 | —        | —        | - ABPD: Platina | Sandy e Júnior         |
| "Não Dá pra Não Pensar"                                                                 | 2002 | —        | —        | - ABPD: Platina | Sandy e Júnior         |
| "Love Never Fails"                                                                      | 2002 | 15       | 2        |                 | Internacional          |
| "Words Are Not Enough"                                                                  | 2002 | —        | —        |                 | Internacional          |
| "Super-Herói (Não É Fácil)"                                                             | 2002 | —        | —        |                 | Ao Vivo no Maracanã    |
| "Nada É por Acaso"                                                                      | 2003 | —        | —        |                 | Ao Vivo no Maracanã    |
| "Cai a Chuva"                                                                           | 2003 | —        | —        |                 | Ao Vivo no Maracanã    |
| "Como É Grande o Meu Amor por Você"                                                     | 2003 | —        | —        |                 | Ao Vivo no Maracanã    |
| "Encanto"                                                                               | 2003 | —        | —        |                 | Identidade             |
| "Desperdiçou"                                                                           | 2004 | —        | —        |                 | Identidade             |
| "Você pra Sempre (Inveja)"                                                              | 2004 | —        | —        |                 | Identidade             |
| "Nada Vai Me Sufocar"                                                                   | 2005 | —        | —        |                 | Identidade             |
| "Replay"                                                                                | 2006 | —        | —        |                 | Sandy e Junior         |
| "Estranho Jeito de Amar"                                                                | 2006 | —        | —        |                 | Sandy e Junior         |
| "Tudo pra Você"                                                                         | 2006 | —        | —        |                 | Sandy e Junior         |
| "Discutível Perfeição"                                                                  | 2006 | —        | —        |                 | Sandy e Junior         |
| "Abri os Olhos"                                                                         | 2007 | —        | —        | - ABPD: Platina | Acústico MTV           |
| "A Lenda" (Ao vivo)                                                                     | 2007 | —        | —        | - ABPD: Platina | Acústico MTV           |
| "—" denota singles que não entraram nas paradas musicais ou não foram lançados no país. |      |          |          |                 |                        |

## Como artista convidado
| Canção                                                 | Ano  | Álbum   |
| ------------------------------------------------------ | ---- | ------- |
| "You're My #1" (Enrique Iglesias part. Sandy & Junior) | 2000 | Enrique |

## Singlespromocionais
| Canção                       | Ano  | Álbum              |
| ---------------------------- | ---- | ------------------ |
| "Bye, Bye"                   | 2000 | As Quatro Estações |
| "Baby, Eu Já Sabia"          | 2000 | As Quatro Estações |
| "Baby, Liga Pra Mim"         | 2002 | Sandy & Junior     |
| "A Estrela Que Mais Brilhar" | 2002 | Sandy & Junior     |

## Outras aparições
| Canção                                                                         | Ano  | Outro(s) Artista(s) | Álbum                    | Ref.   |
| ------------------------------------------------------------------------------ | ---- | --- | ------------------------ | ------ |
| "Coça-Coça"                                                                    | 1992 | — | TV Colosso               | [ 18 ] |
| "Voa Vovô"                                                                     | 1994 | — | O Menino Maluquinho      | [ 19 ] |
| "Coração do Brasil"                                                            | 1994 | Tonico e Tinoco e Chitãozinho & Xororó | Coração do Brasil        | [ 20 ] |
| "O Xote das Meninas"                                                           | 1996 | — | Forrobodó                | [ 21 ] |
| "Noite Feliz"                                                                  | 1997 | Chitãozinho & Xororó | Em Família               | [ 22 ] |
| "Cante a Canção"                                                               | 1997 | Chitãozinho & Xororó | Em Família               | [ 22 ] |
| "O Velhinho"                                                                   | 1997 | Chitãozinho & Xororó | Em Família               | [ 22 ] |
| "Um Sino Feliz"                                                                | 1997 | Chitãozinho & Xororó | Em Família               | [ 22 ] |
| "Que Seja um Natal Feliz"                                                      | 1997 | Chitãozinho & Xororó | Em Família               | [ 22 ] |
| "Imagem"                                                                       | 1998 | — | Mulan                    | [ 23 ] |
| "Seu Coração"                                                                  | 1998 | — | Mulan                    | [ 23 ] |
| "Malia"                                                                        | 1999 | — | Terra Nostra             | [ 24 ] |
| "Não Quero Dinheiro" / "O Descobridor dos Sete Mares" / "Você e Eu, Eu e Você" | 2000 | Maurício Manieri | Brasil 500 Anos          | [ 25 ] |
| "Hino Nacional Brasileiro"                                                     | 2000 | Sandy & Junior, Daniel, Chitãozinho & Xororó, Moraes Moreira, Titãs, Elba Ramalho, Daniela Mercury, Barão Vermelho, Elza Soares, Paulo Ricardo, Maurício Manieri, Raimundos, Fat Family, Os Paralamas do Sucesso e Ivan Lins | Brasil 500 Anos          | [ 25 ] |
| "Onde Está o Amor"                                                             | 2000 | — | Criança Esperança 1999   | [ 26 ] |
| "Duas Sanfonas"                                                                | 2001 | Gilberto Gil e Milton Nascimento | Gil & Milton             | [ 27 ] |
| "Convence Al Corazón"                                                          | 2003 | — | Exa Nights               | [ 28 ] |
| "Bang Bang (You're The One)"                                                   | 2003 | — | Johnny English           | [ 29 ] |
| "Desperdiçou"                                                                  | 2004 | Ivete Sangalo | MTV Ao Vivo              | [ 30 ] |
| "Águas de Março"                                                               | 2006 | — | Casa da Bossa            | [ 31 ] |
| "Se Uma Estrela Aparecer"                                                      | 2006 | — | Disney Princesas         | [ 32 ] |
| "Uninvited"                                                                    | 2006 | — | Mobil 1 Sound: Na Galera | [ 33 ] |